# Gat (kibuc)
Gat (hebr. גת) – kibuc położony w Samorządzie Regionu Jo’aw, w Dystrykcie Południowym, w Izraelu. Członek Ruchu Kibuców (Ha-Tenu’a ha-Kibbucit).

## Położenie
Leży w środkowej części Szefeli, w odległości około 22 kilometrów od Morza Śródziemnego. Na południowy wschód od kibucu jest wadi strumienia Gat, który na południe od kibucu wpada do rzeki Lachisz. Na północ od kibucu jest wadi strumienia Guvrin. Natomiast na zachodzie znajdują się źródła potoku Komet.
W otoczeniu kibucu znajdują się: miasto Kirjat Gat, moszawy Sede Mosze, Zawdi’el, Menucha i Nachala, oraz kibuc Galon. Na zachód od kibucu znajduje się tajna baza Sił Obronnych Izraela Pluggot Giwati.

## Demografia
Liczba mieszkańców Gat:

## Historia

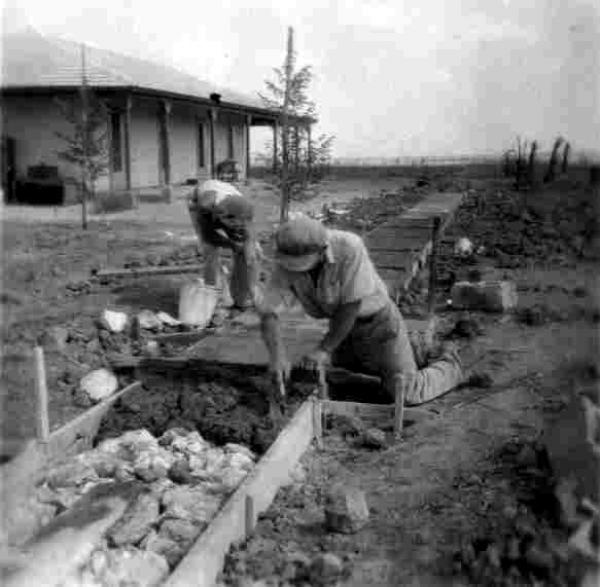
Prace budowlane w kibucu Gat, 1942

Kibuc Gat został założony 2 lutego 1942 przez grupę żydowskich imigrantów, będących członkami młodzieżowej organizacji syjonistycznej Ha-Szomer Ha-Cair, którzy przyjechali do Palestyny z Polski, Jugosławii i Austrii.
Podczas wojny domowej w Mandacie Palestyny (1947-1948) region kibucu był bardzo niebezpieczny. Dochodziło tutaj do licznych ataków na żydowskie konwoje. Na początku I wojny izraelsko-arabskiej w maju 1948 wojska egipskie podeszły na odległość 1 kilometra i usiłowały otoczyć kibuc. Obrońcy zdołali jednak odeprzeć wszystkie ataki i przez długi czas będąc w okrążeniu utrzymywali południową linię frontu izraelsko-egipskiego. W trakcie walk przeprowadzono ewakuację wszystkich kobiet i dzieci. Dopiero przeprowadzona w lipcu operacja An-Far umożliwiła Siłom Obronnym Izraela przerwać izolację Gat. Wysiedlono wówczas mieszkańców wszystkich okolicznych arabskich wiosek. Ziemie uprawne zniszczonej wioski Irak al-Manszija zostały przyłączone do kibucu Gat.
W 1950 odbudowano zniszczenia w kibucu, natomiast mieszkańcy zostali wzmocnieni grupą imigrantów z Brazylii. W 1952 przy kibucu wybudowano sztuczne zbiorniki do hodowli ryb. W 1960 rozpoczęto sadzenie sadów owocowych. W 1962 osada została podłączona do krajowego systemu wodnego, co umożliwiło dalszy rozwój kibucu. Na początku lat 90. XX wieku kibuc znalazł się w głębokim kryzysie ekonomicznym, co zmusiło jego członków do przeprowadzenia restrukturyzacji i prywatyzacji. Ustabilizowało to sytuację gospodarczą w Gat. Planowana jest budowa nowych domów mieszkalnych.

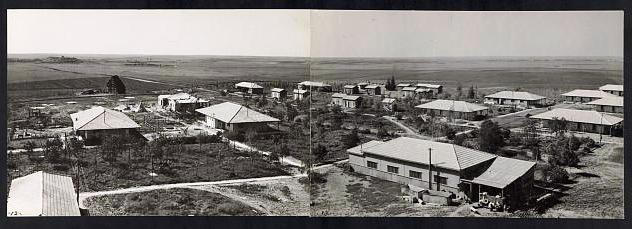
Panorama kibucu Gat, prawdopodobnie około 1946

### Nazwa
Kibuc został nazwany na cześć starożytnego miasta Gat, którego ruiny znajdują się w pobliżu.

## Edukacja
W kibucu jest przedszkole i szkoła podstawowa Sdot Yoav.

## Kultura i sport
W kibucu jest ośrodek kultury, biblioteka, boisko do piłki nożnej, korty tenisowe oraz basen kąpielowy.

## Gospodarka
Lokalna gospodarka opiera się na rolnictwie, chociaż część mieszkańców kibucu dojeżdża do innych miejsc pracy w miastach. Uprawy polowe obejmują 7 500 hektarów, z czego 4 000 ha objętych jest systemem nawadniania kropelkowego. Woda wykorzystywana do nawadniania pól pochodzi z oczyszczalni ścieków pobliskiego miasta Kirjat Gat, i jest przechowywana w dwóch dużych zbiornikach położonych na południowy zachód od kibucu. Do głównych upraw należą: pszenica, kukurydza, ciecierzyca, arbuzy, słoneczniki i bawełna.
Hodowla bydła mlecznego obejmuje 550 krów i 240 jałówek. Cała stodoła i dojarnie są wyposażone w najnowocześniejsze urządzenia, umożliwiające szczegółowe monitorowanie każdej krowy. Całkowita produkcja wynosi 6,2 mln litrów mleka rocznie.
Sady owocowe zajmują powierzchnię ponad 1 000 ha. Są to obecnie jedne z najbardziej nowoczesnych i zróżnicowanych sadów w Izraelu. Kibuc jest siedzibą firmy Ganir, która jest największym w Izraelu producentem soków i koncentratów owocowych. Klientami firmy są producenci soków i napojów w 40 krajach na całym świecie. W 2005 sprzedaż wyniosła 287 mln NIS. Zakład zatrudnia 150 pracowników.

## Infrastruktura
W kibucu znajduje się ośrodek zdrowia, klinika stomatologiczna, sklep wielobranżowy i pralnia.

## Komunikacja
Na wschód od kibucu przebiega autostrada nr 6, brak jednak możliwości wjazdu na nią. Z kibucu wyjeżdża się na północny wschód na drogę nr 353, którą jadąc na zachód dojeżdża się do drogi ekspresowej nr 40 (Kefar Sawa–Ketura), lub jadąc na wschód dojeżdża się do kibucu Galon.